# Türschild

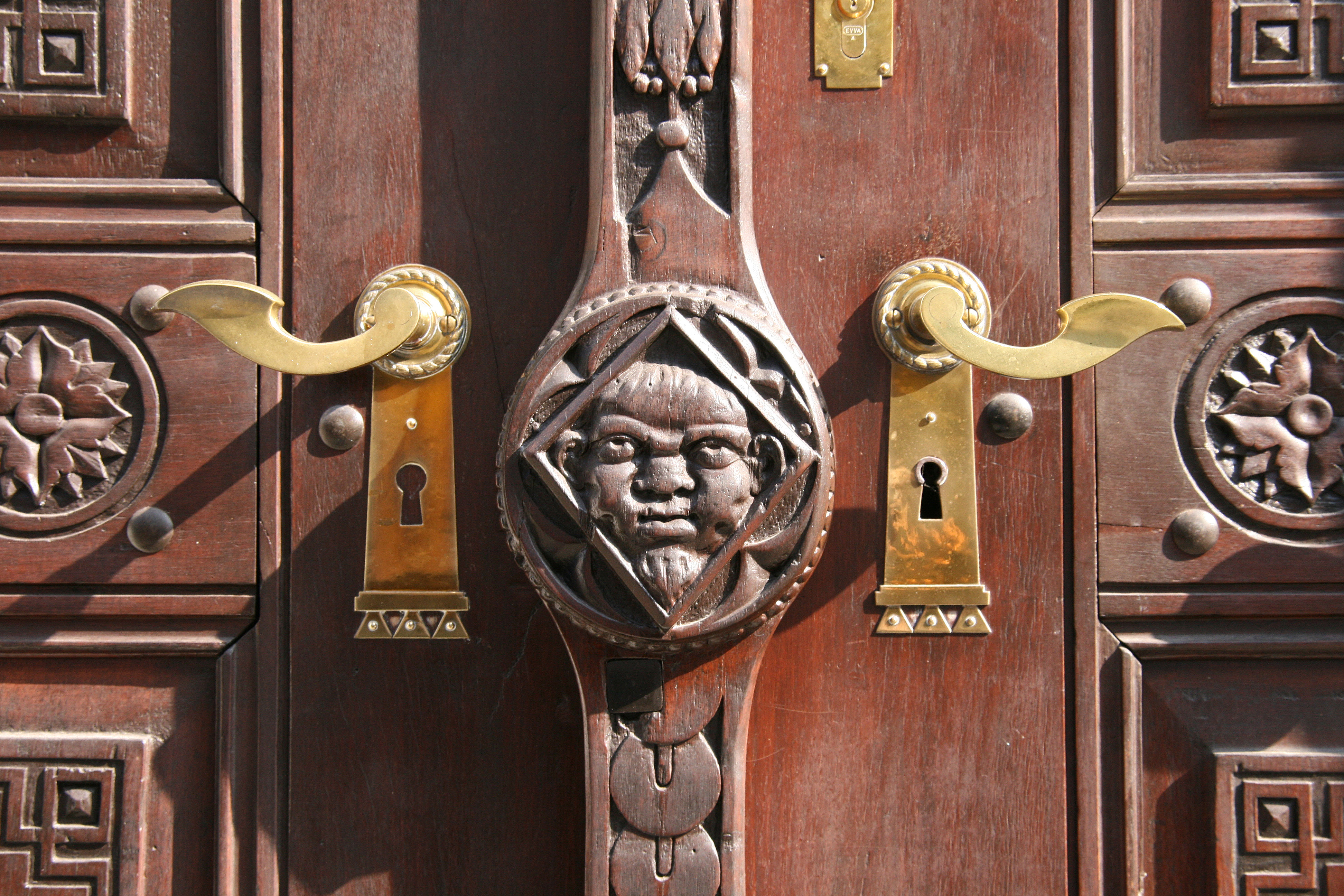
Messingtürschilder mit Drücker um 1900

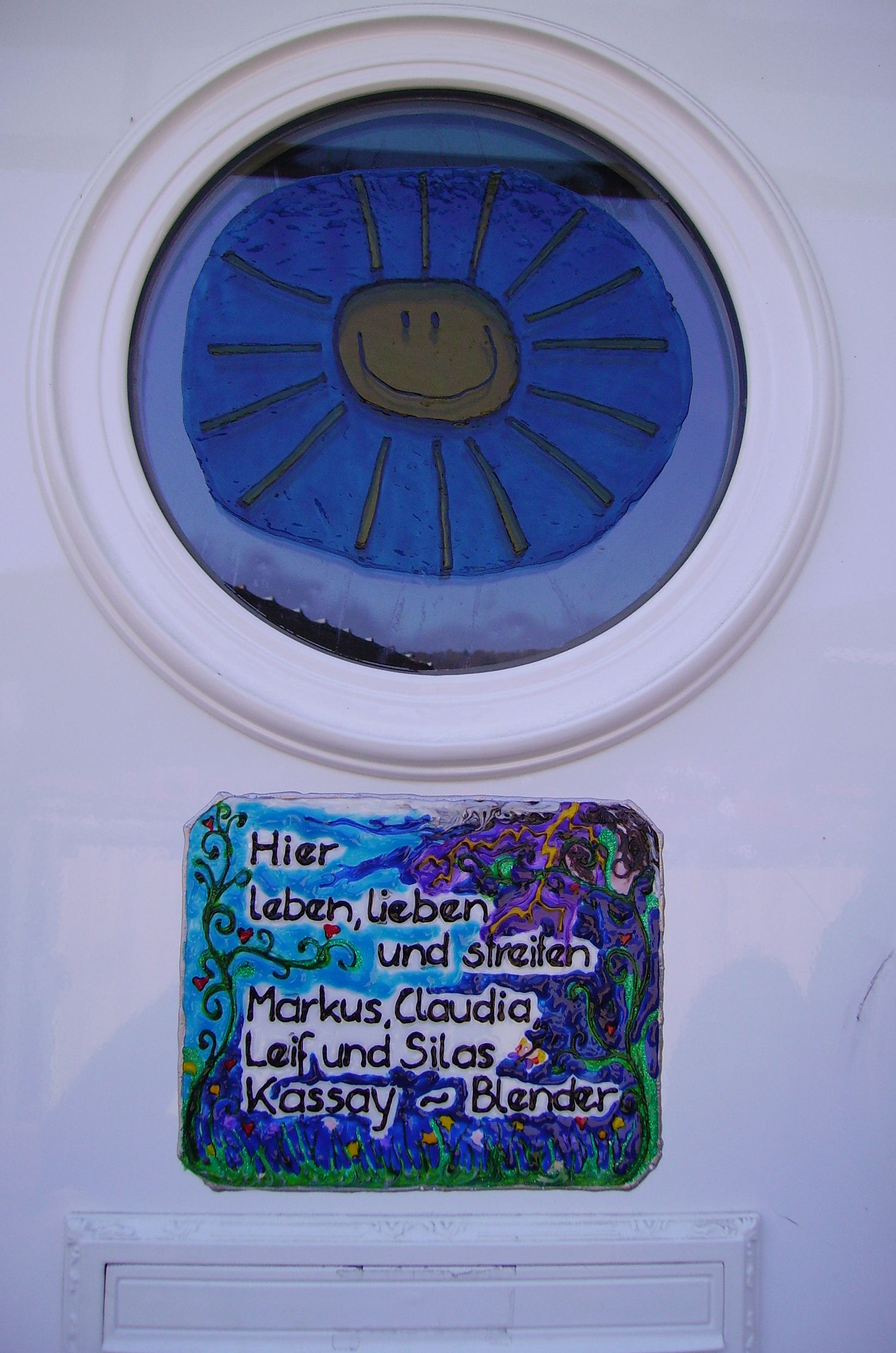
Namensschild als Türschild

Der Begriff Türschild hat zwei unterschiedliche Bedeutungen.

## Abdeckplatte
Zum einen bezeichnet Türschild eine Abdeckplatte über den Aussparungen im Schlossbereich des Türblattes bzw. Türflügels mit einem Führungslager für den Türdrücker. Das Führungslager gibt dem Türdrücker den axialen und radialen Sitz. Man unterscheidet Langschild und Kurzschild. Benennung der Türschild/Türrosettenteile und ihre Kurzzeichen nach DIN 18 255:
- Langschild = L
- Kurzschild = K
- Türrosette = R (für Türrosette)
- Türdrückerrosette = DR
- Schlüsselrosette = SR
- Profilzylinderlochung = PZ (für Profilzylinder)
- Buntbartlochung = BB (für ein Buntbartschloss)
- Sonderlochung = SO (z. B. für Ovalzylinder)
- Einsatz im Wohnbereich = Wo (geringe Beanspruchung, geringe Benutzungshäufigkeit)
- Einsatz im Objektbereich = Ob (hohe Beanspruchung, hohe Benutzungshäufigkeit)

Bezeichnungsbeispiele: „Garnitur DIN 18 255 – L – BB – AI-Wo“ = Türdrückergarnitur mit Langschildern (L) mit Lochung für Buntbart (BB) aus Aluminium für Einsatz im Wohnbereich.

## Namensschild
Zum anderen kann Türschild ein Namensschild sein, das an oder auf der Tür angebracht wird; es trägt den Namen des Bewohners oder Nutzers oder die Bezeichnung des Raumes, in den die Tür führt.